# Nils Asther

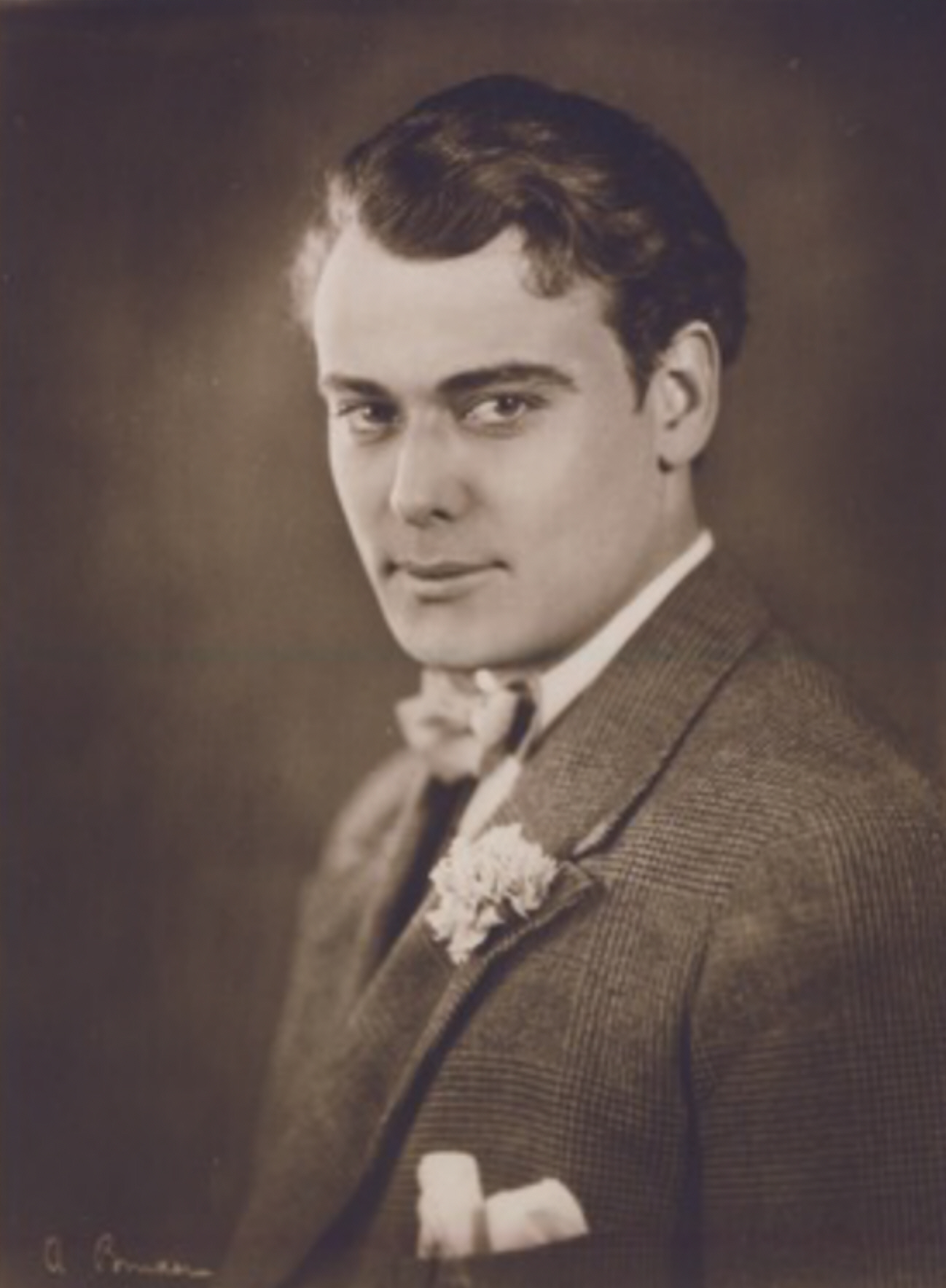
Nils Asther (Fotografie von Alexander Binder)

Nils Anton Alfhild Asther (* 17. Januar 1897 in Kopenhagen, Dänemark; † 13. Oktober 1981 in Stockholm, Schweden) war ein in Dänemark geborener schwedischer Schauspieler, der in der späten Stummfilmzeit einige Erfolge in Hollywood vorweisen konnte.

## Karriere
Nils Asther lernte zunächst an der renommierten Schauspielakademie des Königlichen Dramatischen Theaters in Stockholm, wo er 1916 von Mauritz Stiller, dem späteren Entdecker von Greta Garbo, für den Film engagiert wurde. Nachdem Asther in vielen schwedischen und deutschen Produktionen aufgetreten war, ging er 1927 nach Hollywood, wo er rasch populär wurde. Er spielte unter anderem in Herbert Brenons Lach, Clown, lach neben Lon Chaney und Loretta Young, in Her Cardboard Lover mit Marion Davies, in Loves of an Actress an der Seite von Pola Negri und hatte zwei Auftritte neben Joan Crawford in Our Dancing Daughters und Ein Traum von Liebe. In Wilde Orchideen und Unsichtbare Fesseln war Nils Asther Leading Man von Greta Garbo, mit der er auch privat befreundet war. Gelegentlich wurde der schwedische Schauspieler auch als die „männliche Greta Garbo“ (male Greta Garbo) betitelt.
Asther hatte im Gegensatz zu Garbo erhebliche Probleme mit seinem Akzent und seine Karriere erlitt mit dem Aufkommen des Tonfilms Ende der 1920er-Jahre einen kräftigen Dämpfer. Er heiratete 1929 damals Vivian Duncan, Teil des Geschwisterduos The Duncan Sisters, und tourte mit ihr durch Amerika. Die Ehe, aus der eine Tochter hervorging, wurde 1932 geschieden. Trotz der Ehe umgaben Asther stets Gerüchte, dass er homosexuell sei (was auch von einigen Filmhistorikern für wahrscheinlich gehalten wird), die seiner Karriere zusätzlich schadeten.
1932 feierte Nils Asther ein Comeback in Hollywood, als er einen Studiovertrag bei Metro-Goldwyn-Mayer unterschrieb. Asther hatte Sprachunterricht genommen, um weiter in der US-Filmindustrie Rollen finden zu können, dennoch war sein Akzent weiterhin hörbar und er musste sich daher zusehends auf Rollen als Ausländer verlegen. Für MGM spielte er unter anderem in Letty Lynton erneut an der Seite von Joan Crawford und mit Kay Francis und Walter Huston in Storm at Daybreak, einer Liebesgeschichte während des 1. Balkankrieges. Columbia Pictures setzte ihn 1933 in The Bitter Tea of General Yen unter der Regie von Frank Capra in der Titelrolle des chinesischen Generals an der Seite von Barbara Stanwyck ein. Im selben Jahr war Asther auch für RKO Pictures tätig, wo er neben Ann Harding in The Right to Romance und Irene Dunne in If I Were Free mitwirkte.
Kurz danach stritt sich Aster mit dem Studiochef von MGM und wurde auf eine Schwarze Liste gesetzt. Er fand keine Arbeit im amerikanischen Filmgeschäft mehr und ging 1934 nach England. 1938 kehrte er nach Hollywood zurück und spielte noch in 19 Filmproduktionen, meist Nebenrollen in B-Filmen. Zu den wenigen Hauptrollen gehörte sein Auftritt als Wissenschaftler in The Man in Half Moon Street von 1945. Der Versuch, im US-Fernsehen der 1950er-Jahre noch einmal zu neuer Popularität zu kommen, scheiterte ebenfalls. 1958 ging Nils Asther endgültig zurück nach Europa, wo er 1963 seinen letzten Film drehte. Zu dieser Zeit war er fast nur noch am Theater aktiv und malte. Seine Autobiographie Narrens väg – Ingen gudasaga erschien posthum im Jahr 1988 auf Schwedisch. Ein Stern auf dem Hollywood Walk of Fame in der Höhe 6705 Hollywood Boulevard erinnert an ihn.

## Filmografie (Auswahl)
- 1916: Ikarus (Vingarne)
- 1918: Das Himmelsschiff (Himmelskibet)
- 1924: Das Wiener Kind (Wienerbarnet)
- 1925: Briefe, die ihn nicht erreichten
- 1926: Der goldene Schmetterling
- 1926: Die drei Kuckucksuhren
- 1926: Die versunkene Flotte
- 1927: Hauptmann Sorrell und sein Sohn (Sorrell and Son)
- 1927: Hotelratten
- 1928: The Blue Danube
- 1928: Lach, Clown, lach (Laugh, Clown, Laugh)
- 1928: Die Kosaken (The Cossacks)
- 1928: Die Liebschaften einer Schauspielerin (Loves of an Actress)
- 1928: Die Braut für den Hausgebrauch (The Cardboard Lover)
- 1928: Our Dancing Daughters
- 1928: Ein Traum von Liebe (Dream of Love)
- 1928: The Hollywood Revue of 1929
- 1929: Wilde Orchideen (Wild Orchids)
- 1929: Unsichtbare Fesseln (The Single Standard)
- 1929: The Wrath of the Seas
- 1930: The Sea Bat
- 1932: But the Flesh Is Weak
- 1932: Der letzte Schritt (Letty Lynton)
- 1932: Washington Masquerade
- 1933: Bei Kerzenlicht (By Candlelight)
- 1933: The Bitter Tea of General Yen
- 1933: Storm at Daybreak
- 1933: The Right to Romance
- 1933: If I Were Free
- 1935: Der rote Sultan (Abdul the Damned)
- 1941: Dr. Kildare: Der Hochzeitstag (Dr. Kildare’s Wedding Day)
- 1945: The Man in Half Moon Street
- 1945: Son of Lassie
- 1953: Aquel hombre de Tánger
- 1960: När mörkret faller
- 1963: Gudrun